# میلتن سیلز
میلتن سیلز (انگلیسی: Milton Sills; ۱۲ ژانویهٔ ۱۸۸۲ – ۱۵ سپتامبر ۱۹۳۰) یک هنرپیشه اهل ایالات متحده آمریکا بود.

## زندگی‌نامه
میلتن سیلز در سال ۱۸۸۲ در شیکاگو ایلینوی متولد شد و عمدتاً یک هنرپیشه فیلم‌های صامت هالیوود محسوب می‌گردد. سیلز در دانشگاه شیکاگو فلسفه و روان‌شناسی خواند. در ۱۹۰۵ به‌طور اتفاقی با عالم سینما آشنا شد و به آن ورود نمود. سه سال بعد در نیویورک در تئاتر برادوی خوش درخشید. در سال ۱۹۰۱۴ اولین فیلمش گودال Pit تولید و اکران شد. تیپ خوب او اثر زیادی در موفقیتش داشت. در اواخر دهه ۱۹۲۰ میلادی مشکلات عدیده از هر حیث به وی هجوم آوردند و موقعیت وی را به خطر انداختند. او در حالی که در سال ۱۹۳۰ مشغول بازی تنیس بود به ناگاه بر اثر سکته قلبی درگذشت. سیلز در آن زمان ۴۸ سال سن داشت.

## فیلم‌شناسی
از فیلم‌ها یا برنامه‌های تلویزیونی که وی در آن نقش داشته‌است می‌توان به جارزن اشاره کرد.